# Изгнание поляков из Лодзи (1939—1944)
Изгнание поляков из Лодзи — насильственное перемещение поляков и евреев (польских граждан) из Лодзинского воеводства во время Второй мировой войны. Переселение проводилось немцами в 1939—1944 годах в рамках большой программы Generalsiedlungsplan.

## История
Основной целью национальной политики Вартеланда, к которому относилась и Лодзь, была скорейшая германизация региона, в связи с чем всячески поощрялось переселение немцев на эти территории. В частности, бывшим немецким собственникам возвращались их земли, экспроприированные польским правительством у немецких землевладельцев после 1919 года. Польское же население, прибывшее в регион после 1919 года, изгонялось со своих земель. Ответственным за воплощение в жизнь политики германизации Вартеланда был назначен сам Генрих Гиммлер, который с 30 октября 1939 года занимал должность имперского комиссара по вопросам консолидации германского народа.
Для этих целей был составлен многоступенчатый план. С 28 октября 1939 года в Вартеланде вводятся фолькслисты (нем. Deutsche Volksliste), разделяющие всё население на группы в зависимости от степени их «немецкости». К 17 декабря 1939 года из Вартеланда в Генерал-губернаторство были депортированы 87 883 человека, непригодных для германизации (евреи и этнические поляки). Также на территории Вартеланда было организовано несколько еврейских гетто. Крупнейшее гетто было создано в феврале 1940 года на территории Лицманштадта (Лодзи). В гетто Лицманштадт было сосредоточено до 160 тысяч евреев. Гетто было ликвидировано в 1944 году, при этом большинство евреев из гетто было вывезено в «Старый рейх» на принудительные работы или депортировано в «лагеря смерти» — преимущественно в находящийся на территории Вартеланда лагерь Кульмхоф (Хелмно), а затем — в Аушвиц-Биркенау (Бжезинка). Первые депортации из Лодзинского гетто произошли 11 декабря 1939 года, были переселены несколько семей. Еще около дюжины семей были переселены в канун Нового года. Масштабы депортации увеличились после создания системы из пяти лагерей для лиц, перемещённых из Лодзи. В начале 1940 года было создано Лодзинское отделение Управления по переселению поляков и евреев, подчиненное Центру переселения в Познани (нем. Umwandererzenralstelle).
Первая крупная акция переселения произошла 14-15 января 1940 года, когда нацисты выселили около 5000 жителей гетто. Немцы разбудили людей ранним утром, дав 20 минут, чтобы одеться и взять самое необходимое, после чего их отвезли на бывшую ткацкую фабрику Б. А. Гликсмана по ул. Лонкова, 4, где располагался Центральный лагерь для перемещенных лиц (нем. Durchgangslager I der Umwandererzentrastelle Posen, Dienststelle Litzmannstadt). Во дворе переселенцев регистрировали, а затем сгоняли в неотапливаемые производственные помещения, где проводилась расовая сегрегация и стариков отделяли от молодых. Детей с нордическими чертами обрекали на германизацию, а трудоспособных и относительно молодых отправляли на принудительные работы вглубь Рейха. Оставшаяся часть была расселена в следующих повятах: Опочненском, Пётркувском, Ловичском, Скерневицком.
В период с 10 февраля по 15 марта 1940 года было депортировано ещё 40 128 человек. Крупнейшая депортация была произведена в период с мая 1940 по 20 января 1941 года, когда было депортировано 121 594 человека. Кроме того, до 15 марта 1941 года в Генерал-губернаторство было депортировано ещё 19 226 человек. Таким образом, общее число депортированных с территории Вартеланда составило более 280 тысяч человек. Люди транспортировались в товарных вагонах. Для многих из них депортация заканчивалась в «лагерях смерти». Те, кто смог избежать попадания в «лагеря смерти», были обречены на жизнь в самых примитивных условиях, с недостаточным питанием, в грязи и антисанитарии, без доступа к необходимой медицинской помощи, что также привело к массовой гибели польского населения, особенно детей.
Переселение производилось и из других городов Лодзинского воеводства. В 1941 году в западной части Пабьянице немцы начали строить жилой район для немецких колонистов. Он получил название Neue Heimat («Новая родина»). Этот проект был лишь частично реализован до конца войны. Многие поляки, в том числе дети, были депортированы в Рейх на принудительные работы из Пабьянице и Серадза.
Освобождённые от не подлежащего «германизации» населения территории должны были заселяться немецкими переселенцами в рамках немецкой операции Heim ins Reich. В частности, предполагалось заселение этих районов немцами из Советского Союза, в первую очередь балтийскими немцами. Кроме того, в Вартеланд переселялось немецкое население с оккупированных Советским Союзом территорий Волыни, Бессарабии и Буковины. Переселением занималось центральное ведомство Фольксдойче Миттельштелле.
Всего в 1939—1944 годах из Лодзинского воеводства было переселено около 444 000 человек. 25 % из них составляли поляки.